# Koutekite
La koutekite è un minerale.